# Leon Löwenkopf
Leon Löwenkopf (* 10. Dezember 1892 in Szczerzec bei Lemberg, Österreich-Ungarn; † 15. Dezember 1966 in Zürich, Schweiz) war ein deutscher Sozialdemokrat, Widerstandskämpfer, KZ-Häftling und nach 1945 Mitgründer der Vereinigung der Verfolgten des Naziregimes (VVN) und Organisator des jüdischen Wiederbeginns in Dresden.

## Leben
Löwenkopfs Eltern zogen 1908 nach Dresden, wo sie ein Textilhandelsgeschäft betrieben. Er ging nach Wien und erlernte das Hutmacherhandwerk und machte eine kaufmännische Lehre. 1913 zog auch er nach Dresden, wurde dann aber als österreichisch-ungarischer Soldat im Ersten Weltkrieg eingezogen. Wieder in Dresden arbeitete er als Versicherungsvertreter. Er schloss sich frühzeitig dem Allgemeinen jüdischen Arbeiterbund an und war von 1919 bis 1932 dessen Zweiter Vorsitzender. 1930 trat er in die Sozialdemokratische Partei Deutschlands (SPD) ein. 1934 emigrierte er mit seiner Frau nach Palästina. 1936 ging er nach Warschau, wo er als Versicherungsvertreter arbeitete. Seine Eltern wurden 1938 bei der Polenaktion aus dem Deutschen Reich ausgewiesen. Sie wurden 1942 Opfer des Holocaust.
Im Oktober 1940 wurde er im Warschauer Ghetto inhaftiert. 1942 gelang ihm die Flucht in den anderen Teil Warschaus, und er schloss sich einer polnisch-jüdischen Widerstandsgruppe an. Löwenkopf wurde jedoch gefasst und zum Tode verurteilt. Er wurde in das KZ Majdanek überstellt, danach in das KZ Auschwitz verbracht und zuletzt in das KZ Sachsenhausen. 1945 gehörte er zu den Teilnehmern eines Todesmarsches in Richtung Schwerin, wo er am 3. Mai 1945 befreit wurde.
Im August 1945 traf er in Dresden seine Frau wieder. Er schloss sich der Jüdischen Gemeinde von Dresden an und war ihr erster Vorsitzender bis zu seiner Flucht 1953 nach Düsseldorf. Seinem Einsatz war der Synagogenbau 1950 zu verdanken. Löwenkopf arbeitete im „Ortsausschuss der Opfer des Faschismus“, der Teil der kommunalen Sozialverwaltung wurde. 1946 trat er in die Sozialistische Einheitspartei Deutschlands (SED) ein und gehörte im Februar 1947 zu den Mitbegründern der VVN in der Sowjetischen Besatzungszone (SBZ). Zudem wurde er Präsident der Sächsischen Landeskreditbank. Seit 1947 gehörte er zum engeren Vorstand der VVN. 1950 wurde er nach einer Denunziation für drei Monate inhaftiert. In der Folge des Slansky-Prozesses, der antisemitisch grundierten Verhaftung Paul Merkers und der antisemitischen Sprache eines SED-Parteibeschlusses floh er im Januar 1953 nach West-Berlin. Am 21. Januar 1953 schloss der VVN-Vorstand ihn als „zionistischen Agenten“ aus der VVN aus.
In Düsseldorf arbeitete er wieder in seinem Beruf als Versicherungsvertreter und gehörte zur dortigen Jüdischen Gemeinde. 1957 übersiedelte er mit seiner Frau in die Schweiz, wo sie Mitglieder der Cultusgemeinde Zürich wurden.